# Décès en 1385
Décès
- 1381
- 1382
- 1383
- 1384
- 1385
- 1386
- 1387
- 1388
- 1389

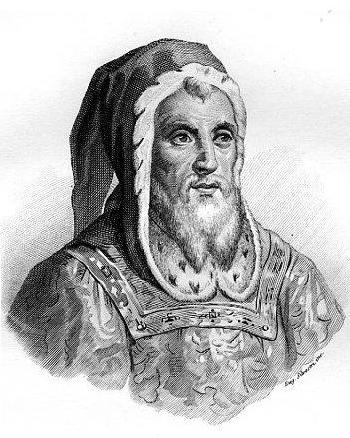
Barnabé Visconti, mort en 1385.

Cette page dresse une liste de personnalités mortes au cours de l'année 1385 :
- 21 janvier : Galeotto I Malatesta, condottiere italien, seigneur de Rimini, Fano, Cesena, Ascoli Piceno et Fossombrone.
- février : Xu Da, général de l'armée chinoise.
- 21 mars : Aymeric de Magnac, cardinal français.
- 4 avril : Francesco Bruni, homme politique florentin, ami et correspondant de Pétrarque, Boccace, Coluccio Salutati.
- 20 mai : Pierre de Monteruc,  ou Pierre de Selve, cardinal français.
- 25 ou 28 juin : Andronic IV Paléologue, empereur byzantin.
- 28 juin : Albert de Saxe-Wittemberg, prince allemand de la maison d'Ascanie, duc corégent de Saxe-Wittemberg (Albert III) et prince de Lunebourg.
- 20 juillet : Gonthier de Baignaux, évêque du Mans.
- 8 août : Jeanne de Kent, dite la jolie fille du Kent, princesse anglaise,  comtesse de Kent et baronne Wake de Liddell.
- 15 octobre : Denys Ier, métropolite de Kiev et de toute la Russie.
- 15 novembre : Francesco Castagnola, cardinal italien.
- 19 décembre : Barnabé Visconti, seigneur de Milan.

- Charles d'Artois, comte de Longueville et de Pézenas.
- Guillaume Beschard, évêque de Saint-Brieuc.
- Gérard II d'Enghien, seigneur d'Havré.
- Rodolphe de Chissé, évêque de Grenoble puis archevêque-comte de Tarentaise.
- Egon III de Fribourg, comte de Fribourg-en-Brisgau.
- Hugues de Lusignan, prince chypriote.
- Constantin Harménopoulos, juriste byzantin.
- Munenaga, ou Muneyoshi-shinnō, huitième fils de l'empereur Go-Daigo), moine bouddhiste et poète de l'école poétique Nijō de l'époque Nanboku-chō.
- William Walworth, conseiller municipal de la circonscription de Bridge puis sheriff et finalement lord-maire.

date incertaine (vers 1385)
- Robert de Fiennes, 28e connétable de France, il s'illustre au cours de la guerre de Cent Ans.
- Wang Meng, peintre chinois.

## Crédit d'auteurs
- Cet article est partiellement ou en totalité issu de l'article intitulé « 1385 » (voir la liste des auteurs).